# Baderan (Sumbermalang)
Baderan is een bestuurslaag in het regentschap Situbondo van de provincie Oost-Java, Indonesië. Baderan telt 1956 inwoners (volkstelling 2010).